# Merionoeda inapicalis
Merionoeda inapicalis là một loài bọ cánh cứng trong họ Cerambycidae.